# Kanton Albi-Est
Der Kanton Albi-Est war bis 2015 ein französischer Kanton im Arrondissement Albi im Département Tarn der Region Midi-Pyrénées. Hauptort war Albi. Vertreter im Generalrat des Départements war zuletzt von 2008 bis 2015 Dominique Billet (DVD).

## Gemeinden
Der Kanton bestand aus einem Teil der Stadt Albi (angegeben ist hier die Gesamteinwohnerzahl, im Kanton lebten etwa 10.100 Einwohner der Stadt) und einer weiteren Gemeinde:
| Gemeinde     | Einwohner Jahr | Fläche km² | Bevölkerungsdichte | Code INSEE | Postleitzahl |
| ------------ | -------------- | ---------- | ------------------ | ---------- | ------------ |
| Albi         | 49.342 (2013)  | –          | – Einw./km²        | 81004      | 81000        |
| Fréjairolles | 1.314 (2013)   | 17,41      | 75 Einw./km²       | 81097      | 81990        |